# Tekniska högskolan vid Linköpings universitet

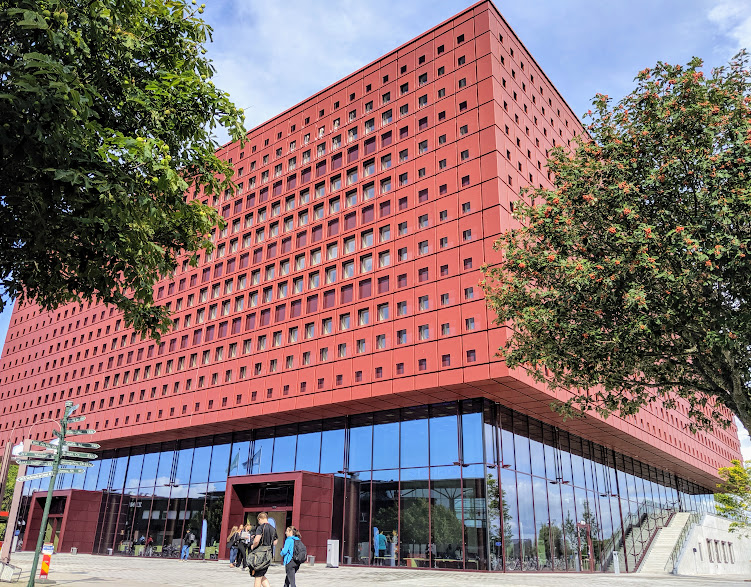
Studenthuset vid Campus Valla

Tekniska högskolan vid Linköpings universitet (stavas med stor första bokstav i "Tekniska"; förut Linköpings tekniska högskola, LiTH) startade 1969 och ingår sedan 1975 som den tekniska fakulteten vid Linköpings universitet.
Under 1990-talet fördes universitetets naturvetenskapliga och matematiskt inriktade verksamheter till fakulteten. År 2000 införlivades Carl Malmstens Verkstadsskola i Stockholm i fakulteten, under namnet Carl Malmsten - Centrum för Träteknik & Design (CTD), numera Carl Malmsten Furniture studies.
Dekanus för Tekniska högskolan vid Linköpings universitet är sedan 1 januari 2021 professor Johan Ölvander.

## Utbildning
Tekniska högskolan vid Linköpings universitet var först i Sverige med civilingenjörsutbildningar i industriell ekonomi (I, 1969), teknisk fysik och elektroteknik (Y, 1969) och datateknik (D, 1975).  Andra civilingenjörsutbildningar är design och produktutveckling, elektronikdesign, energi – miljö – management, informationsteknologi, kemisk biologi, kommunikations- och transportsystem, maskinteknik, medicinsk teknik, medieteknik, mjukvaruteknik och teknisk biologi. Teknisk fysik och elektroteknik och industriell ekonomi har även internationella inriktningar. Det finns kandidatprogram i biologi, datavetenskap, innovativ programmering, fysik, grafisk design och kommunikation, kemi, kemisk biologi, logistik och matematik, samt fyra kandidatprogram på CTD. Det finns också högskoleingenjörsprogram i byggnadsteknik, datateknik, elektronik, kemisk analysteknik och maskinteknik, samt ett flertal masterprogram. 
Teknisk fysik och elektroteknik motsvarar teknisk fysik och elektroteknik vid de flesta andra tekniska högskolor. Kommunikations- och transportsystem (KTS) startades hösten 1997. Grafisk design och kommunikation (GDK) startade hösten 2006 och leder till arbete som kommunikatör, kreatör eller projektledare. Både KTS och GDK är huvudsakligen förlagda på campus Norrköping.
Arbetslösheten bland teknologer från LiTH är noll procent och LiTH:s civilingenjörer är de som snabbast får arbete. Efter 3 månader har 93,8 % fått jobb, vilket är högst i Sverige. Riksgenomsnittet är att 84 % har arbete efter 3 månader.
Civilingenjörerna som läst på LiTH var enligt undersökningen Akademi eller verklighet? 2007 de nöjdaste i landet. 100 % av respondenterna var nöjda med sin utbildning att jämföra med 98,7% av respondenterna med examen från KTH.

## Kända alumner
Bland alumner i företagsvärlden märks främst
- AB Volvo Styrelseordförande, BP:s förre styrelseordförande, tidigare VD Ericsson, Carl-Henric Svanberg (civilingenjör teknisk fysik och elektroteknik),
- Ericssons förre  forskningsdirektör Håkan Eriksson (civilingenjör teknisk fysik och elektroteknik)
- Holmens förre koncernchef, nuvarande VD för Vattenfall Magnus Hall (civilingenjör industriell ekonomi).
- Ikeas VD Mikael Ohlsson (civilingenjör industriell ekonomi).
- Dell Sveriges VD Mats Oretorp (civilingenjör industriell ekonomi).
- Swedfunds förre VD Björn Blomberg (civilingenjör industriell ekonomi).
- AQ:s grundare Claes Mellgren (civilingenjör maskinteknik)

Inom akademia:
- Linköpings universitets f.d. rektor Mille Millnert
- Chalmers tidigare rektor Jan-Eric Sundgren
- tidigare universitetskansler Anders Flodström

som alla är civilingenjörer (teknisk fysik och elektroteknik (Y), Flodström gick den teknologie magister-utbildning som senare kan sägas gick upp i Y när Y startade 1969) och doktorer från tekniska högskolan.
Bland företagsgrundare från LiTH märks
- Grundarna av Intentia (numera del av Lawson Software), teknologer från industriell ekonomi
- Grundarna av Industrial and Financial Systems, teknologer från industriell ekonomi

## Namnbyte
Under den senare delen av 2000-talet bytte Linköpings tekniska högskola namn till Tekniska högskolan vid Linköpings universitet. Anledningen var att göra det tydligt att den tekniska högskolan faktiskt tillhör Linköpings universitet.[källa behövs]